# Rasmussen & Schiøtz
Rasmussen & Schiøtz A/S var et dansk ingeniør- og entreprenørfirma.
Selskabet blev grundlagt den 1. marts 1901 af civilingeniørerne Holger A. Schiøtz (1870-1931) og cand.polyt. Niels Rasmussen (1869-1937). Indehaver 1937 var fra sidstnævntes søn, civilingeniør Niels Tage Rasmussen (1903-1961). Virksomheden blev omdannet til aktieselskab i 1959. I 1996 blev den overtaget af NCC.
Firmaet lå i 1950 på Mynstersvej 19 på Frederiksberg.